# Islamabad
Islamabad (urdujsko اسلام آباد&lrm|Islāmābād}}) je glavno mesto Pakistana in z okrog 1,1 milijona prebivalcev (po popisu leta 2023) deseto največje mesto v državi. Skupaj s sosednjim mestom Ravalpindi tvori metropolitansko območje, ki je z okrog 2,63 milijona prebivalci tretje največje v državi. Ozemlje glavnega mesta, ki ga zaseda, je samostojna administrativna enota v upravi Pakistana. Glavna dejavnost je uprava, saj je tu nastanjenih mnogo ministrstev in tujih predstavništev. Poleg tega je izobraževalno središče z nekaj najpombembnejšimi visokošolskimi ustanovami. Zasebni sektor je majhen, industrija pa je skoncentrirana v sosednjem Ravalpindiju.
Islamabad je načrtovano mesto, ki je bilo zgrajeno na novo v 1960-ih letih in ustanovljeno leta 1967, da bi nadomestilo kot glavno mesto Karači na obali. Tudi Karači je imel to vlogo le začasno, saj je bil Pakistan po oddelitvi od Indije leta 1947 brez pravega glavnega mesta. Karači je veljal za preveč ranljivega ob morebitni vojni z Indijo, poleg tega pa naj bi imele tamkajšnje gospodarske interesne skupine preveč vpliva na vlado in je bil sever države zapostavljen.
Grški arhitekt Constantinos Apostolou Doxiadis je razvil glavni načrt Islamabada, v katerem ga je razdelil na osem con; mesto obsega upravno, diplomatsko enklavo, stanovanjska območja, izobraževalne in industrijske sektorje, komercialna območja ter podeželska in zelena območja, ki jih upravlja Islamabad Metropolitan Corporation ob podpori Uprave za kapitalski razvoj. Islamabad je znan po svojih parkih in gozdovih, vključno z narodnim parkom Margalla Hills in Shakarparian. Tu je več znamenitosti, vključno z glavno Faisalovo mošejo, ki je peta največja mošeja na svetu. Druge vidne znamenitosti so Pakistanski spomenik in Trg demokracije.
Islamabad, ki ga je Mreža za raziskovanje globalizacije in svetovnih mest ocenila kot Gama +, ima enega najvišjih življenjskih stroškov v Pakistanu. V strukturi prebivalstva prevladujejo pripadniki srednjega in višjega srednjega razreda. Islamabad je dom dvajsetih univerz, vključno z univerzo Bahria, univerzo Quaid-e-Azam, PIEAS, univerzo COMSATS in NUST. Prav tako je ocenjeno kot eno najvarnejših mest v Pakistanu in ima obsežen nadzorni sistem, ki podpira RFID, s skoraj 2000 aktivnimi kamerami CCTV.

## Toponimija
Ime Islamabad pomeni 'mesto islama'. Izhaja iz dveh besed: islam in abad. Islam se nanaša na religijo islama, pakistansko državno vero, in -abad je perzijska pripona, ki pomeni obdelovan kraj, ki označuje naseljeno mesto ali mesto. Glede na zgodovinsko knjigo Muhammada Ismaila Zabeeha je ime mesta predlagal učitelj in pesnik Qazi Abdur Rehman Amritsari.
Občasno v pisni obliki je Islamabad pogovorno okrajšan ISB. Takšna uporaba izvira iz jezika SMS, deloma zaradi identifikatorja lokacije IATA za mednarodno letališče Islamabad.

## Zgodovina

### Zgodnja zgodovina
Ozemlje glavnega mesta Islamabad, ki je na planoti Potohar v severni regiji Pandžab, velja za eno najzgodnejših mest človeške poselitve v Aziji. Na planoti so našli nekaj najzgodnejših kamenodobnih artefaktov na svetu, ki so bili stari od 100.000 do 500.000 let. Rudimentarni kamni, najdeni na terasah reke Soan, pričajo o prizadevanjih zgodnjega človeka v medledenem obdobju. Najdeni so bili predmeti keramike in posode iz prazgodovine.
Izkopavanja dr. Abdula Ghafoorja Lonea razkrivajo dokaze o prazgodovinski kulturi na tem območju. Najdene so bile relikvije in človeške lobanje iz leta 5000 pr. n. št., ki kažejo, da je bila regija dom neolitskih ljudstev, ki so se naselila na bregovih reke Soan in ki so kasneje okoli leta 3000 pr. n. št. razvila majhne skupnosti v regiji.
Indska civilizacija je v regiji cvetela med 23. in 18. stoletjem pred našim štetjem. Kasneje je bilo to območje zgodnja naselbina arijske skupnosti, ki se je v regijo priselila iz Srednje Azije. Številne velike vojske, kot so Zahirudin Babur, Džingiskan, Timur Lenk in Ahmad Šah Durrani, so prečkale regijo med svojimi vdori na Indijsko podcelino. V letih 2015–2016 je Zvezni oddelek za arheologijo in muzeje s finančno podporo Nacionalnega sklada za kulturno dediščino izvedel začetna arheološka izkopavanja, v katerih so odkrili ostanke budistične stupe v Ban Fakiranu, blizu jame Šah Alah Dita, ki je bilo datirano v 2. do 5. stoletje našega štetja.
- Utrdba Pharvala iz 15. stoletja ob reki Svan
- Svetišče Meher Ali Šaha je bilo dokončano tik pred začetkom gradnje prihodnje prestolnice vzhodno od svetišča
- Jame v Šah Alah Dita na obrobju Islamabada so bile del starodavne budistične meniške skupnosti
- Obnovljena vas Saidpur je nastala pred okoliškim mestom Islamabad

### Gradnja in razvoj
Ko je Pakistan leta 1947 pridobil neodvisnost, je bilo južno pristaniško mesto Karači njegova začasna državna prestolnica. Leta 1958 je bila ustanovljena komisija za izbiro primerne lokacije v bližini Ravalpindija za nacionalno prestolnico s posebnim poudarkom na lokaciji, podnebju, logistiki in obrambnih zahtevah ter drugih atributih. Po obsežni študiji, raziskavi in temeljitem pregledu možnih lokacij je komisija leta 1959 priporočila območje severovzhodno od Ravalpindija, ki je bilo od tega leta naprej uporabljeno kot začasna prestolnica. V 1960-ih je bil Islamabad zgrajen kot prestolnica iz več razlogov. Karači je bil na južnem koncu države in je bil izpostavljen napadom iz Arabskega morja. Pakistan je potreboval prestolnico, ki je lahko dostopna iz vseh delov države. Karači, poslovno središče, je prav tako veljalo za neprimerno deloma zaradi vmešavanja poslovnih interesov v vladne zadeve. Na novo izbrana lokacija Islamabad je bila bližje poveljstvu vojske v Ravalpindiju in spornem ozemlju Kašmirja na severu.
Grško arhitekturno podjetje, ki ga je vodil Konstantinos Apostolos Doxiadis, je zasnovalo glavni načrt mesta, ki temelji na mrežnem načrtu, ki je bil trikotne oblike z vrhom proti hribovju Margalla. Prestolnica ni bila prestavljena neposredno iz Karačija v Islamabad; najprej so ga začasno preselili v Ravalpindi v zgodnjih 1960-ih in nato v Islamabad, ko so bila bistvena razvojna dela zaključena leta 1966. Leta 1981 se je Islamabad ločil od province Pandžab in oblikoval upravno enoto Ozemlje glavnega mesta. Svetovno znani arhitekti, kot sta Edward Durell Stone in Gio Ponti, so bili povezani z razvojem mesta.

### Nedavna zgodovina
Islamabad je pritegnil ljudi iz celega Pakistana, zaradi česar je eno najbolj svetovljanskih in urbaniziranih mest v Pakistanu. Kot glavno mesto je gostil številna pomembna srečanja, kot je vrh Južnoazijskega združenja za regionalno sodelovanje leta 2004.
Mesto je utrpelo škodo zaradi potresa v Kašmirju leta 2005 z magnitudo 7,6. Islamabad je doživel vrsto terorističnih incidentov, vključno z obleganjem Lal Masjid (Rdeča mošeja) julija 2007, bombnim napadom na dansko veleposlaništvo junija 2008 in bombnim napadom na Marriott septembra 2008. Leta 2011 so se v mestu zgodili štirje teroristični incidenti, ki so ubili štiri ljudi, vključno z umorom guvernerja Pandžaba Salmaana Taseerja.
Gradnja metrobusa Ravalpindi-Islamabad, prve linije množičnega prevoza v regiji, se je začela februarja 2014 in je bila dokončana marca 2015. Projekt je zgradil razvojni organ Ravalpindija po ceni približno 24 milijard Rs, ki sta si ga razdelila zvezna vlada in vlada province Pandžab.

## Geografija
- Satelitski pogled na metropolitansko območje Islamabad-Ravalpindi s hribovje Margalla na severu
- Hribovje Margalla, Islamabad
- Zelena mestna pokrajina Islamabada se zliva s hribovjem Margalla
- Bujna pokrajina Islamabada
- Listopadna drevesa v Islamabadu jeseni spremenijo barve

Islamabad je na 33,43°S 73,04°V na severnem robu planote Potohar in ob vznožju hribovja Margalla na ozemlju glavnega mesta Islamabad. Njegova nadmorska višina je 540 metrov. Sodobna prestolnica in starodavno mesto Gakhar Rawalpindi tvorita somestje in ju običajno imenujejo mesti pobratena. [45] [33]
Severovzhodno od mesta leži hribovska postaja Murree iz kolonialne dobe, severno pa okrožje Haripur v Khyber Pakhtunkhwa. Kahuta leži na jugovzhodu, Taxila, Wah Cantt in okrožje Attock na severozahodu, Gudžar Khan, Ravat in Mandrah na jugovzhodu ter metropola Ravalpindi na jugu in jugozahodu. Islamabad je 120 kilometrov SSZ od Muzaffarabada, 185 kilometrov vzhodno od Pešavarja in 295 kilometrov NNZ od Lahoreja.
Islamabad pokriva površino 906 kvadratnih kilometrov. Nadaljnjih 2717 kvadratnih kilometrov območja je znano kot določeno območje, s hribovjem Margala na severu in severovzhodu. Južni del mesta je valovita planota. Odmaka jo reka Kurang, na kateri je jez Raval.

### Podnebje
Islamabad ima vlažno subtropsko podnebje (Köppen: Cwa) s petimi letnimi časi: zima (november–februar), pomlad (marec in april), poletje (maj in junij), deževni monsun (julij in avgust) in jesen (september in oktober). Najbolj vroč mesec je junij, kjer povprečne najvišje temperature redno presegajo 38 °C. Najbolj namočen mesec je julij, z obilnimi padavinami in večernimi nevihtami z možnostjo utrinkov in poplav. Najbolj hladen mesec je januar.
Mikroklimo Islamabada uravnavajo trije umetni rezervoarji: Raval, Simli in Khanpur. Slednji je na reki Haro v bližini mesta Khanpur, približno 40 kilometrov od Islamabada. Jez Simli je 30 kilometrov severno od Islamabada. 89 ha mesta sestavlja narodni park hribovje Margalla. Gozd Loi Bher je ob avtocesti Islamabad in pokriva površino 440 ha. Najvišja mesečna količina padavin 743,3 mm je bila zabeležena julija 1995. Zime so običajno značilne za gosto meglo zjutraj in sončne popoldneve. Temperature v mestu ostajajo zmerne, s sneženjem nad višjimi točkami na bližnjih hribovskih postajah, predvsem Murree in Nathia Gali. Temperature se gibljejo od 13 °C v januarju do 38 °C v juniju. Najvišja zabeležena temperatura je bila 46,6 °C 23. junija 2005, medtem ko je bila najnižja temperatura -6,0 °C 17. januarja 1967. Rahlo sneženje se včasih zgodi na vrhovih hribov, ki so vidni iz mesta, čeprav je to redko. V samem mestu sneženja ni. 23. julija 2001 je Islamabad prejel rekordnih 620 mm padavin v samo 10 urah. To je bilo najmočnejše padavine v Islamabadu v zadnjih 100 letih in tudi največje število padavin v 24 urah. Oskrba z vodo je napeta, kar vodi do predlogov projektov, kot je projekt oskrbe z vodo Ghazi Barotha.

### Metropolitansko območje Islamabad–Ravalpindi
Ko je bil leta 1960 izdelan glavni načrt za Islamabad, naj bi bila Islamabad in Ravalpindi skupaj s sosednjimi območji združena v veliko metropolitansko območje, imenovano metropolitansko območje Islamabad/Ravalpindi. Območje bi sestavljalo razvijajoči se Islamabad, staro kolonialno kantonsko mesto Ravalpindi in narodni park hribovje Margalla, vključno z okoliškimi podeželskimi območji. Vendar je mesto Islamabad del ozemlja glavnega mesta Islamabad, medtem ko je Ravalpindi del okrožja Ravalpindi, ki je del province Pandžab.
Sprva je bilo predlagano, da bi tri območja povezala štiri glavne avtoceste: avtocesta Murree, avtocesta Islamabad, avtocesta Soan in avtocesta Capital Highway. Vendar sta bili do danes zgrajeni le dve avtocesti: Kašmirska avtocesta (nekdanja Murree Highway) in Islamabad Highway. V teku so tudi načrti za izgradnjo avenije Margalla. Islamabad je središče vseh vladnih dejavnosti, medtem ko je Ravalpindi središče vseh industrijskih, komercialnih in vojaških dejavnosti. Obe mesti veljata za sestrski mesti in sta zelo medsebojno odvisni.

### Narodni park hribovje Margalla
Narodni park hribovje Margalla je v severnem delu Islamabada in je v neposredni bližini Himalaje. Narodni park, skupaj s parkom Šakarparian in jezerom Raval, vključuje slikovite doline in hribe, ki vključujejo različne divje živali, kot so himalajski goral, lajajoči jeleni in leopardi. Skupaj je dom okoli 600 rastlinskih vrst, 402 vrst ptic, 38 sesalcev in 27 vrst plazilcev. Narodni park vključuje tudi nastanitve in kampe za turiste.
Ustanovljen je bil leta 1980 in je tretji največji narodni park v Pakistanu s površino 17.386 hektarjev. Tilla Čarouni, visok 1604 m, je najvišji vrh v parku.

## Arhitektura
Arhitektura Islamabada je kombinacija modernosti ter starih islamskih in regionalnih tradicij. Stolp Saudi-Pak je primer povezovanja moderne arhitekture s tradicionalnimi slogi. Stavba bež barve je okrašena z modrimi ploščicami v islamski tradiciji in je ena najvišjih stavb v Islamabadu. Drugi primeri prepletene islamske in moderne arhitekture so Pakistanski spomenik in Faisalova mošejo. Druge pomembne strukture so: kompleks sekretariata, ki ga je zasnoval Gio Ponti, sekretariat predsednika vlade, ki temelji na mogulski arhitekturi in nacionalna skupščina, ki jo je zasnoval Edward Durell Stone.
Freske na notranji strani velikih cvetnih listov pakistanskega spomenika temeljijo na islamski arhitekturi. Mošeja Šaha Faisala je spoj sodobne arhitekture s tradicionalno veliko trikotno molitveno dvorano in štirimi minareti, ki jo je zasnoval Vedat Dalokay, turški arhitekt in je bila zgrajena s pomočjo financiranja, ki ga je zagotovil saudski kralj Fejsal. Arhitektura Faisalove mošeje je nenavadna, saj nima strukture kupole. Je kombinacija arabske, turške in mogulske arhitekturne tradicije. Centaurus je primer sodobne arhitekture v izgradnji v Islamabadu. Hotel s sedmimi zvezdicami je zasnoval WS Atkins PLC. Na novo zgrajeni Islamabad Stock Exchange Towers je še en primer sodobne arhitekture v mestu.

## Gospodarstvo
Islamabad neto prispeva k pakistanskemu gospodarstvu, saj ima le 0,8 % prebivalstva države, prispeva pa 1 % k BDP države. Islamabad Stock Exchange, borza, ustanovljena leta 1989, je tretja največja pakistanska borza za borzo v Karačiju in Lahoreju in je bila združena v pakistansko borzo. Borza je imela 118 članov s 104 pravnimi osebami in 18 posamezniki. Povprečni dnevni promet borze je preko 1 milijona delnic.
Glede na poročilo Svetovne banke o poslovanju iz leta 2010 je bil Islamabad uvrščen med najboljše mesto za ustanovitev podjetja v Pakistanu. Podjetja v Islamabadu so najbolj skladna v Pakistanu glede plačevanja davkov. Od leta 2012 je bila Islamabad LTU (Velika davčna enota) odgovorna za 371 milijard Rs davčnih prihodkov, kar znaša 20 % vseh prihodkov, ki jih je zbral Zvezni odbor za prihodke.
Islamabad je doživel širitev informacijske in komunikacijske tehnologije z dodatkom dveh parkov programske tehnologije, v katerih so številna nacionalna in tuja tehnološka podjetja in podjetja informacijske tehnologije. Awami Markaz IT Park ima 36 IT podjetij, Evacuee Trust pa 29 podjetij. Islamabad bo do leta 2020 videl svoj tretji IT park, ki bo zgrajen s pomočjo Južne Koreje.

## Kultura
Islamabad je dom številnim migrantom iz drugih regij Pakistana in ima precejšnjo kulturno in versko raznolikost. Zaradi svoje lege na planoti Potohar je v regiji še vedno mogoče najti ostanke starih kultur in civilizacij, kot so arijska, soanska in Indska civilizacija. Utrdba Gakhar iz 15. stoletja in utrdba Pharvala sta v bližini Islamabada. Trdnjavo Ravat v regiji so zgradili Gakharji v 16. stoletju in vsebuje grob poglavarja Gakharjev, sultana Sarang Kana.
Vas Saidpur naj bi dobila ime po Said Kanu, sinu Sarang Kana. 500 let staro vas je mogulski poveljnik, Raja Man Singh, spremenil v kraj hindujskega bogoslužja. Konstruiral je številne majhne ribnike: Rama kunda, Sita kunda, Lakšaman kunda in Hanuman kunda. V regiji je ohranjen majhen hindujski tempelj, ki kaže na prisotnost hindujcev v regiji. Svetišče sufijskega mistika Pir Meher Ali Šaha je v Golra Šarifu, ki ima bogato kulturno dediščino predislamskega obdobja. V regiji je še vedno mogoče najti arheološke ostanke iz budistične dobe. Svetišče Bari Imam je zgradil mogulski cesar Aurangzeb. Na tisoče častilcev iz vsega Pakistana se udeleži letnega Ursa Bari Imama. Dogodek je eno največjih verskih srečanj v Islamabadu. Leta 2004 se je Ursa udeležilo več kot 1,2 milijona ljudi.
Muzej Lok Virsa v Islamabadu hrani široko paleto izrazov ljudske in tradicionalne kulturne dediščine Pakistana. Stoji v bližini hribov Šakarparian in se ponaša z veliko razstavo vezenih kostumov, nakita, glasbil, lesenih izdelkov, posode in folklornih predmetov iz regije in drugih delov Pakistana.
Islamabad ima nekaj najprestižnejših pakistanskih muzejev, kot so muzej Lok Virsa, Inštitut za ljudsko in tradicionalno dediščino Šakarparian Park in ugledne galerije, kot sta Narodna umetniška galerija in Galerija 6.